# Hugoberto
Hugoberto (también Chugoberctus) († probablemente 697) era miembro de la poderosa familia de los Hugobértidas. Fue Senescal de los merovingios entre 693/694 , y en 697. Era el nieto del dux Theotar, y se ha sugerido, pero no se ha demostrado que su padre, Hugus o Chugus, era en el 617 Mayordomo de Palacio en Austrasia;
A través de su hija Bertrada la Vieja es uno de los antepasados de Carlomagno. 
Estuvo casado con Irmina de Oeren que poco después de la muerte de Hugoberto, realizó una donación para la fundación del Monasterio de Echternach.
Hugoberto e Irmina tuvieron varias hijas, entre ellas:
- Plectruda, 691/717, primera esposa de Pipino de Heristal y fundadora del Monasterio de santa María del Capitolio en Colonia
- Adela de Pfalzel (* 660, † para 735) Fundadora del monasterio femenino Pfalzel
- Regintrud, en segundo matrimonio después de la muerte de su primer esposo, se casó con el Duque Theodbert de Baviera.
- Chrodelind
- Bertrada la Vieja (* 670, - después de 721), fundadora de la Abadía de Prüm y madre del Conde Heribert de Laon, padre de Bertrada de Laon, madre, a su vez, de Carlomagno .

## Literatura
- Edith Ennen:  Mujeres en la Edad Media. Editorial C. H. Beck, Múnich, 1994, pag. 56-57.
- Eduard Hlawitschka: Los Antepasados de Carlomagno. En: Braunfels, Wolfgang: Carlomagno Vida y obra. Editorial L. De Schwann Düsseldorf, Tomo I, pag. 74.
- Matthias Werner: familias Nobles de la ciudad, en un Radio de principios de los Carolingios. El Parentesco Irminas de Oeren y Adela de Pfalzel. Personengeschichtliche Estudios de la Edad Media Élites en el Mosa y el Mosela, el Área, Jan Thorbecke Editorial, Sigmaringen 1982, P. 27, 174, 213, 241, 247, 250, 256, 266, 276, 279, 324 y 326.